# Pigeon (villa)
Pigeon es una villa ubicada en el condado de Huron en el estado estadounidense de Míchigan. En el Censo de 2010 tenía una población de 1208 habitantes y una densidad poblacional de 542,97 personas por km².

## Geografía
Pigeon se encuentra ubicada en las coordenadas 43°49′47″N 83°16′11″O / 43.82972, -83.26972. Según la Oficina del Censo de los Estados Unidos, Pigeon tiene una superficie total de 2.22 km², de la cual 2.22 km² corresponden a tierra firme y (0%) 0 km² es agua.

## Demografía
Según el censo de 2010, había 1208 personas residiendo en Pigeon. La densidad de población era de 542,97 hab./km². De los 1208 habitantes, Pigeon estaba compuesto por el 98.59% blancos, el 0.33% eran afroamericanos, el 0.17% eran amerindios, el 0.17% eran asiáticos, el 0% eran isleños del Pacífico, el 0.25% eran de otras razas y el 0.5% pertenecían a dos o más razas. Del total de la población el 2.81% eran hispanos o latinos de cualquier raza.